# L'Enfer au paradis : Le Destin tragique d'Alice H.
L'Enfer au paradis : Le Destin tragique d'Alice H. (Secrets of Eden) est un téléfilm américain réalisé par Tawnia McKiernan, diffusé le 4 février 2012 sur Lifetime.

## Synopsis
Dans la petite ville paisible de Haverhill, Alice et son mari, George, sont retrouvés morts. La police mène l'enquête et s'aperçoit vite que le révérend de la commune est pour le moins suspect...

## Fiche technique
- Titre original : Secrets of Eden
- Réalisation : Tawnia McKiernan (en)
- Scénario : Anne Meredith, d'après un roman de Chris Bohjalian
- Pays : États-Unis
- Durée : 85 minutes
- Date de diffusion :
  -  France : 6 septembre 2012 sur TF1

## Distribution
- John Stamos (VF : Olivier Destrez) : Pasteur Steven Drew
- Anna Gunn (VF : Nathalie Régnier) : Catherine Benincasa
- Sonya Salomaa (VF : Juliette Degenne) : Alice Hayward
- Samantha Munro (en) : Kate Hayward
- Athena Karkanis : Heather
- Lisa Ryder (VF : Gaëlle Savary) : Ginny McBradden
- Graham Abbey (en) : George Hayward
- John Bourgeois : Jim Halm
- J. P. Manoux : Emmet Walker
- John Robinson : Paul Benincasa
- Neil Foster : David Dennison
- Barry Flatman (de) : Aaron Lance
- Jordan Todosey : Tina McBradden
- Mary Kesic : Mourner

- Version française
  - Studio de doublage : VSI Paris - Chinkel
  - Direction artistique : Bernard Lanneau et Olivier Cuvellier
  - Adaptation des dialogues : Stéphane Guissant

 Selon le carton du doublage français télévisuel.